# Thierry Boutsen
Thierry Marc Alain Boutsen (Bruxelas, 13 de julho de 1957) é um ex-automobilista belga.

## O início: Fórmulas 1600, 2 e 3
Boutsen começou a carreira nos monopostos, aos 20 anos, guiando um Fórmula Ford 1600. No ano seguinte (1978), ganhou o campeonato belga da categoria, com 15 vitórias em 18 corridas. Em 1979, foi para a Fórmula 3 europeia, onde foi vice-campeão, perdendo para o italiano Michele Alboreto.
A sua ascensão continuou em 1981, ao correr na Fórmula 2, onde acabou vice-campeão europeu novamente, dessa vez sendo derrotado pelo inglês Geoff Lees. Em 1982, decidiu correr no Campeonato Europeu de Turismo e nos Sport-Protótipos, ganhando os 1000 km de Monza com o francês Bob Wollek (1943-2001).

### A estreia na Fórmula 1: 1983-1986 / Arrows

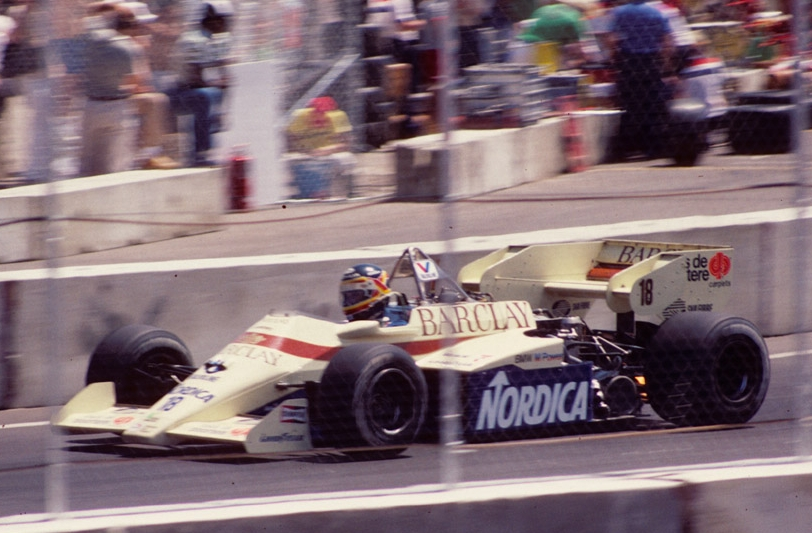
Boutsen na Arrows em 1984.

Em 1983, Boutsen arranjou 500 mil dólares em patrocínios e comprou um lugar na Fórmula 1, ao serviço da Arrows. A sua primeira corrida foi no seu GP natal, em Spa-Francochamps, onde não chegou ao fim. No resto da temporada, o melhor que conseguiu foram dois sétimos lugares. Thierry, então com 26 anos, não pontuou na sua primeira temporada.
Em 1984, continuou na Arrows, onde obteve cinco pontos, ficando na 15ª posição do campeonato. No ano seguinte, novamente na Arrows, consegue seu primeiro momento de glória, ao terminar em segundo lugar no GP de San Marino, se beneficiando da desclassificação de Alain Prost, pelo fato do carro do francês estar abaixo do peso mínimo. Depois disso, pontuou mais três vezes, ficando com 11 pontos e o 11º lugar, com um pódio. Só que em 1986, o carro não foi bom, e nunca conseguiu pontuar nas corridas em que terminou, tendo conseguido quatro sétimos lugares.

### 1986 - 1988: a era Benetton

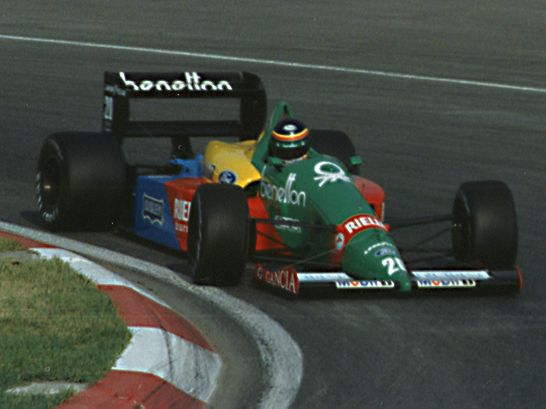
Boutsen na Benetton em 1988.

No final de 1986, Boutsen mudou de ares, indo para a Benetton, sucessora da Toleman, no lugar do austriaco Gerhard Berger, que tinha ido para a Ferrari. Nesse ano, terminou regularmente nos pontos, alcançando o terceiro lugar no GP da Austrália. Isto fez com que Boutsen terminar na oitava posição do Mundial, com 16 pontos e um pódio. Em 1988, as suas prestações melhoraram bastante, tendo ido ao pódio por cinco vezes, e conseguido 27 pontos, que lhe deram a melhor posição até ali alcançado: um quarto lugar.

### 1989-1990: o auge na Williams
Em 1989, Frank Williams dá-lhe um lugar para Thierry na sua equipe, que estava a estrear motores Renault atmosféricos, e o bruxelense faz companhia ao italiano Riccardo Patrese. No encharcado GP do Canadá, aproveita os azares dos demais pilotos e ganha a corrida, a primeira vitória de um piloto belga na F-1 desde 1972. Na corrida da Austrália, também disputada sob chuva, repete o feito. Os 37 pontos alcançados por Boutsen deram-lhe o quinto lugar na geral, com duas vitórias e mais três idas ao pódio.
No ano de 1990, continua a desenvolver os Williams-Renault, e os resultados são regulares. Consegue ser terceiro em Phoenix e segundo em Silverstone, mas vai ser na Hungria que ele conquista sua terceira e última vitória, agüentando todo o pelotão da F-1, incluindo seu amigo pessoal, Ayrton Senna, que terminou em segundo. No final, Boutsen ficou com 34 pontos, uma vitória, uma pole-position e uma volta mais rápida, com o sexto lugar no campeonato.

### 1991 - 1992: a decadência na Ligier
Após a temporada de 1990, quando a Williams está a atingir sua melhor forma, Boutsen sai do time e vai para a tradicional Ligier, cujos carros eram equipados com motores Renault. Mesmo assim, ele não conseguiu colocar o carro azul nos pontos. A péssima fase continua em 1992, mas um quinto lugar na Austrália (novamente sob chuva, a aliada de Boutsen) fez com que ele não ficasse mais um ano zerado. Fechou em 14º lugar na classificação.

### 1993: o adeus
Para 1993, aos 35 anos, Boutsen resolve disputar mais uma temporada, desta vez na Jordan. Depois de uma época frustrante e desmotivadora, Boutsen aproveita o GP belga para anunciar que estava abandonando a F-1.
Thierry Boutsen disputou 164 Grandes Prêmios, por dez anos (1983-1993), conquistou três vitórias, marcou uma pole-position e uma volta mais rápida, e somou 132 pontos.

## A volta aos Sport-protótipos

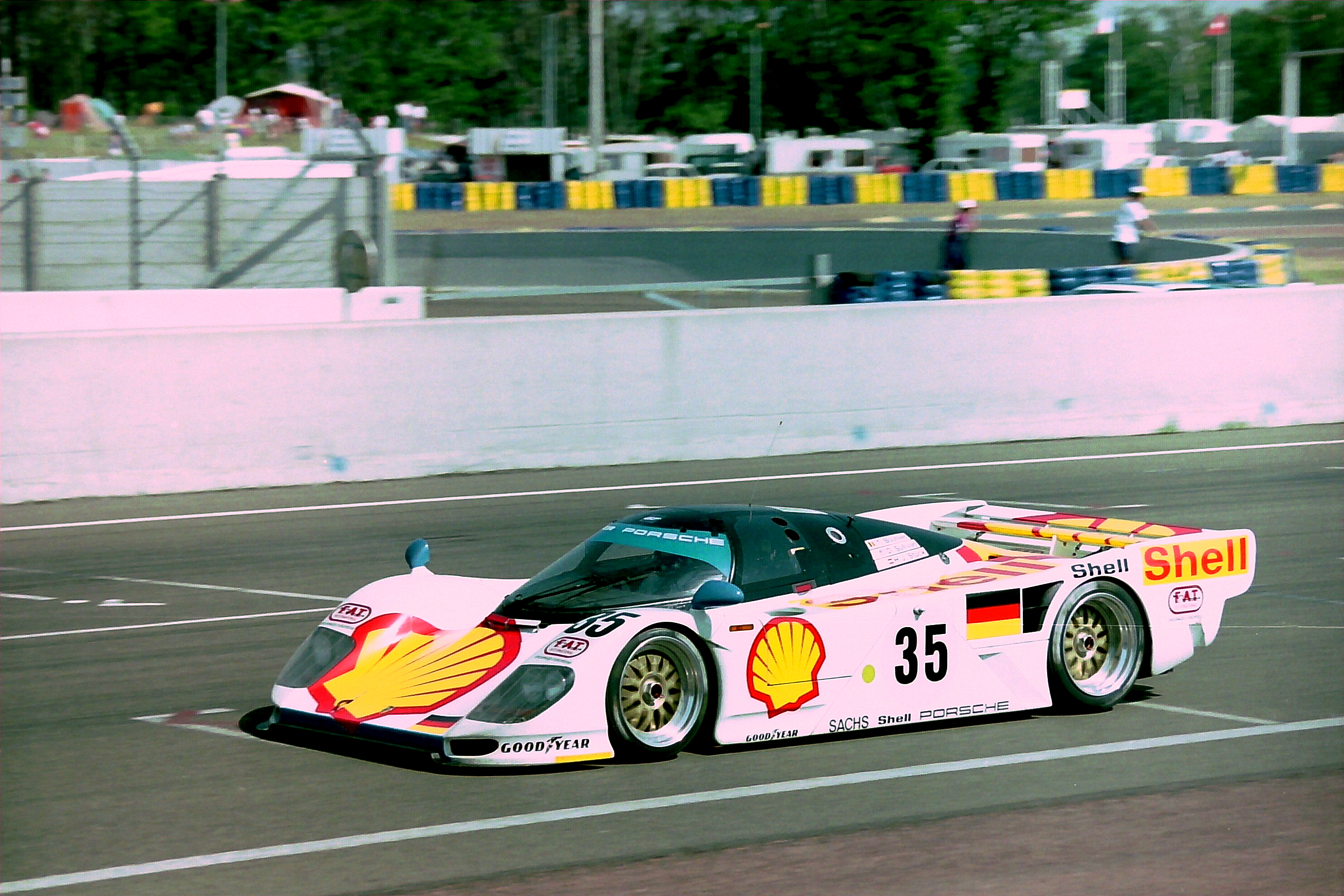
Boutsen nas 24 Horas de Le Mans de 1994.

Após a F-1, Boutsen decidiu dedicar-se aos Sport-Protótipos (categoria que não disputava desde 1982) nos Estados Unidos e na Europa, conseguindo alguns resultados de relevo, como um segundo lugar nas 12 Horas de Sebring. Em 1999, às vesperas dos 42 anos, quando guiava um Toyota oficial nas 24 Horas de Le Mans, Boutsen sofreu um acidente pavoroso, que lhe deixou sequelas físicas e mentais, tendo decidido parar de correr.

## Carreira como empresário da aviação
Hoje, Thierry vive em Monte Carlo, em Mónaco, onde dirige a Boutsen Aviation, uma representante comercial de aeronaves executivas.

## Carreira na F1
Os números obtidos por Thierry Boutsen na F-1:
- 1983: Arrows-Ford: 10 corridas, nenhum ponto.
- 1984: Arrows-Ford/BMW: 15 corridas, 5 pontos.
- 1985: Arrows-BMW: 16 corridas, 11 pontos.
- 1986: Arrows-BMW: 16 corridas, nenhum ponto.
- 1987: Benetton-Ford: 16 corridas, 16 pontos.
- 1988: Benetton-Ford: 16 corridas, 27 pontos (quarto na classificação geral do campeonato)
- 1989: Williams-Renault: 16 corridas, 37 pontos (quinto na classificação geral do campeonato).
- 1990: Williams-Renault: 16 corridas, 34 pontos (sexto na classificação geral do campeonato).
- 1991: Ligier-Lamborghini: 16 corridas, nenhum ponto.
- 1992: Ligier-Renault: 16 corridas, 2 pontos.
- 1993: Jordan-Hart: 10 corridas, nenhum ponto.
- Total: 163 corridas, 132 pontos.

## Fórmula 1
(legenda) (Corrida em negrito indica pole position e corrida em itálico indica volta mais rápida)
| Ano  | Nome Oficial da Equipe     | Chassis        | Motor                | 1         | 2         | 3         | 4         | 5         | 6         | 7         | 8         | 9         | 10        | 11        | 12        | 13        | 14        | 15        | 16        | Pontos | Posição  |
| ---- | -------------------------- | -------------- | -------------------- | --------- | --------- | --------- | --------- | --------- | --------- | --------- | --------- | --------- | --------- | --------- | --------- | --------- | --------- | --------- | --------- | ------ | -------- |
| 1983 | Arrows Racing Team         | Arrows A6      | Ford Cosworth DFV V8 | BRA       | USW       | FRA       | SMR       | MON       | BEL Ret G | DET 7º G  | CAN 7º G  | GBR 15º G | GER 9º G  | AUT 13º G | NED 14º G | ITA Ret G | EUR 11º G | RSA 9º G  |           | 0      | NC (21º) |
| 1984 | Barclay Nordica Arrows     | Arrows A6      | Ford Cosworth DFV V8 | BRA 6º G  | RSA 12º G |           | SMR 5º G  |           |           |           |           |           |           |           |           |           |           |           |           | 5      | 15º      |
| 1984 | Barclay Nordica Arrows BMW | Arrows A7      | BMW M12/13 L4 Turbo  |           |           | BEL Ret G |           | FRA 11º G | MON NQ G  | CAN Ret G | DET Ret G | DAL Ret G | GBR Ret G | GER Ret G | AUT 5º G  | NED Ret G | ITA 10º G | EUR 9º G  | POR Ret G | 5      | 15º      |
| 1985 | Barclay Nordica Arrows BMW | Arrows A8      | BMW M12/13 L4 Turbo  | BRA 11º G | POR Ret G | SMR 2º G  | MON 9º G  | CAN 9º G  | DET 7º G  | FRA 9º G  | GBR Ret G | GER 4º G  | AUT 8º G  | NED Ret G | ITA 9º G  | BEL 10º G | EUR 6º G  | RSA 6º G  | AUS Ret G | 11     | 11º      |
| 1986 | Barclay Nordica Arrows BMW | Arrows A8      | BMW L4 Turbo         | BRA Ret G | ESP 7º G  | SMR 7º G  | MON 8º G  | BEL Ret G | CAN Ret G | DET Ret G | FRA NC G  | GBR NC G  |           | HUN Ret G |           | ITA 7º G  | POR 10º G | MEX 7º G  | AUS Ret G | 0      | NC (20º) |
| 1986 | Barclay Nordica Arrows BMW | Arrows A9      | BMW L4 Turbo         |           |           |           |           |           |           |           |           |           | GER Ret G |           | AUT Ret G |           |           |           |           | 0      | NC (20º) |
| 1987 | Benetton Formula Ltd       | Benetton B187  | Ford GBA V6 Turbo    | BRA 5º G  | SMR Ret G | BEL Ret G | MON Ret G | DET Ret G | FRA Ret G | GBR 7º G  | GER Ret G | HUN 4º G  | AUT 4º G  | ITA 5º G  | POR 14º G | ESP 16º G | MEX Ret G | JAP 5º G  | AUS 3º G  | 16     | 8º       |
| 1988 | Benetton Formula Ltd       | Benetton B188  | Ford Cosworth DFR V8 | BRA 7º G  | SMR 4º G  | MON 8º G  | MEX 8º G  | CAN 3º G  | DET 3º G  | FRA Ret G | GBR Ret G | GER 6º G  | HUN 3º G  | BEL DSQ G | ITA 6º G  | POR 3º G  | ESP 9º G  | JAP 3º G  | AUS 5º G  | 27     | 4º       |
| 1989 | Canon Williams Team        | Williams FW12C | Renault RS1 V10      | BRA Ret G | SMR 4º G  | MON 10º G | MEX Ret G | USA 6º G  | CAN 1º G  | FRA Ret G | GBR 10º G | GER Ret G | HUN 3º G  | BEL 4º G  | ITA 3º G  |           |           |           |           | 37     | 5º       |
| 1989 | Canon Williams Team        | Williams FW13  | Renault RS1 V10      |           |           |           |           |           |           |           |           |           |           |           |           | POR Ret G | ESP Ret G | JAP 3º G  | AUS 1º G  | 37     | 5º       |
| 1990 | Canon Williams Team        | Williams FW13B | Renault RS2 V10      | USA 3º G  | BRA 5º G  | SMR Ret G | MON 4º G  | CAN Ret G | MEX 5º G  | FRA Ret G | GBR 2º G  | GER 6º G  | HUN 1º G  | BEL Ret G | ITA Ret G | POR Ret G | ESP 4º G  | JAP 5º G  | AUS 5º G  | 34     | 6º       |
| 1991 | Ligier Gitanes             | Ligier JS35    | Lamborghini 3512 V12 | USA Ret G | BRA 10º G | SMR 7º G  | MON 7º G  | CAN Ret G | MEX 8º G  |           |           |           |           |           |           |           |           |           |           | 0      | NC (26º) |
| 1991 | Ligier Gitanes             | Ligier JS35B   | Lamborghini 3512 V12 |           |           |           |           |           |           | FRA 12º G | GBR Ret G | GER 9º G  | HUN 17º G | BEL 11º G | ITA Ret G | POR 16º G | ESP Ret G | JAP 9º G  | AUS Ret G | 0      | NC (26º) |
| 1992 | Ligier Gitanes Blondes     | Ligier JS37    | Renault RS3B V10     | RSA Ret G | MEX 10º G | BRA Ret G | ESP Ret G | SMR Ret G | MON 12º G | CAN 10º G | FRA Ret G | GBR 10º G | GER 7º G  | HUN Ret G | BEL Ret G | ITA Ret G | POR 8º G  | JAP Ret G | AUS 5º G  | 2      | 14º      |
| 1993 | Sasol Jordan               | Jordan 193     | Hart 1035 V10        | RSA       | BRA       | EUR Ret G | SMR Ret G | ESP 11º G | MON Ret G | CAN 12º G | FRA 11º G | GBR Ret G | GER 13º G | HUN 9º G  | BEL Ret G | ITA       | POR       | JAP       | AUS       | 0      | NC (26º) |

### 24 Horas de Le Mans[1]
| Ano  | Equipe                                | Nº | Co-Pilotos                            | Chassi                             | Pneus | Classe | Voltas | Posição Geral | Posição Na Categoria |
| Ano  | Equipe                                | Nº | Co-Pilotos                            | Motor                              | Pneus | Classe | Voltas | Posição Geral | Posição Na Categoria |
| ---- | ------------------------------------- | -- | ------------------------------------- | ---------------------------------- | ----- | ------ | ------ | ------------- | -------------------- |
| 1981 | WM A.E.R.E.M.                         | 82 | Paolo Barilla Hans Heyer              | WM P81                             | M     | C      | 15     | DNF           | DNF                  |
| 1981 | WM A.E.R.E.M.                         | 82 | Paolo Barilla Hans Heyer              | Peugeot PRV 2.7L Turbo V6          | M     | C      | 15     | DNF           | DNF                  |
| 1983 | Ford France                           | 24 | Henri Pescarolo                       | Rondeau M482                       | M     | C      | 174    | DNF           | DNF                  |
| 1983 | Ford France                           | 24 | Henri Pescarolo                       | Ford Cosworth DFL 4.0L V8          | M     | C      | 174    | DNF           | DNF                  |
| 1986 | Brun Motorsport                       | 19 | Didier Theys Alain Ferté              | Porsche 956                        | M     | C1     | 89     | DNF           | DNF                  |
| 1986 | Brun Motorsport                       | 19 | Didier Theys Alain Ferté              | Porsche Type-935 2.6L Turbo Flat-6 | M     | C1     | 89     | DNF           | DNF                  |
| 1993 | Peugeot Talbot Sport                  | 1  | Yannick Dalmas Teo Fabi               | Peugeot 905 Evo 1B                 | M     | C1     | 374    | 2º            | 2º                   |
| 1993 | Peugeot Talbot Sport                  | 1  | Yannick Dalmas Teo Fabi               | Peugeot SA35 3.5L V10              | M     | C1     | 374    | 2º            | 2º                   |
| 1994 | Le Mans Porsche Team Joest Racing     | 35 | Hans Joachim Stuck Danny Sullivan     | Dauer 962 Le Mans                  | G     | GT1    | 343    | 3º            | 2º                   |
| 1994 | Le Mans Porsche Team Joest Racing     | 35 | Hans Joachim Stuck Danny Sullivan     | Porsche Type-935 3.0L Turbo Flat-6 | G     | GT1    | 343    | 3º            | 2º                   |
| 1995 | Porsche Kremer Racing                 | 4  | Hans Joachim Stuck Christophe Bouchut | Kremer K8 Spyder                   | G     | WSC    | 289    | 6º            | 2º                   |
| 1995 | Porsche Kremer Racing                 | 4  | Hans Joachim Stuck Christophe Bouchut | Porsche Type-935 3.0L Turbo Flat-6 | G     | WSC    | 289    | 6º            | 2º                   |
| 1996 | Porsche AG                            | 25 | Hans Joachim Stuck Bob Wollek         | Porsche 911 GT1                    | M     | GT1    | 353    | 2º            | 1º                   |
| 1996 | Porsche AG                            | 25 | Hans Joachim Stuck Bob Wollek         | Porsche 3.2L Turbo Flat-6          | M     | GT1    | 353    | 2º            | 1º                   |
| 1997 | Porsche AG                            | 25 | Hans Joachim Stuck Bob Wollek         | Porsche 911 GT1                    | G     | GT1    | 238    | DNF           | DNF                  |
| 1997 | Porsche AG                            | 25 | Hans Joachim Stuck Bob Wollek         | Porsche 3.2L Turbo Flat-6          | G     | GT1    | 238    | DNF           | DNF                  |
| 1998 | Toyota Motorsport Toyota Team Europe  | 29 | Ralf Kelleners Geoff Lees             | Toyota GT-One                      | M     | GT1    | 330    | DNF           | DNF                  |
| 1998 | Toyota Motorsport Toyota Team Europe  | 29 | Ralf Kelleners Geoff Lees             | Toyota R36V 3.6L Turbo V8          | M     | GT1    | 330    | DNF           | DNF                  |
| 1999 | Toyota Motorsports Toyota Team Europe | 2  | Ralf Kelleners Allan McNish           | Toyota GT-One                      | M     | LMGTP  | 173    | DNF           | DNF                  |
| 1999 | Toyota Motorsports Toyota Team Europe | 2  | Ralf Kelleners Allan McNish           | Toyota R36V 3.6L Turbo V8          | M     | LMGTP  | 173    | DNF           | DNF                  |